# Jaskinia Niedźwiedzia (Sudety)

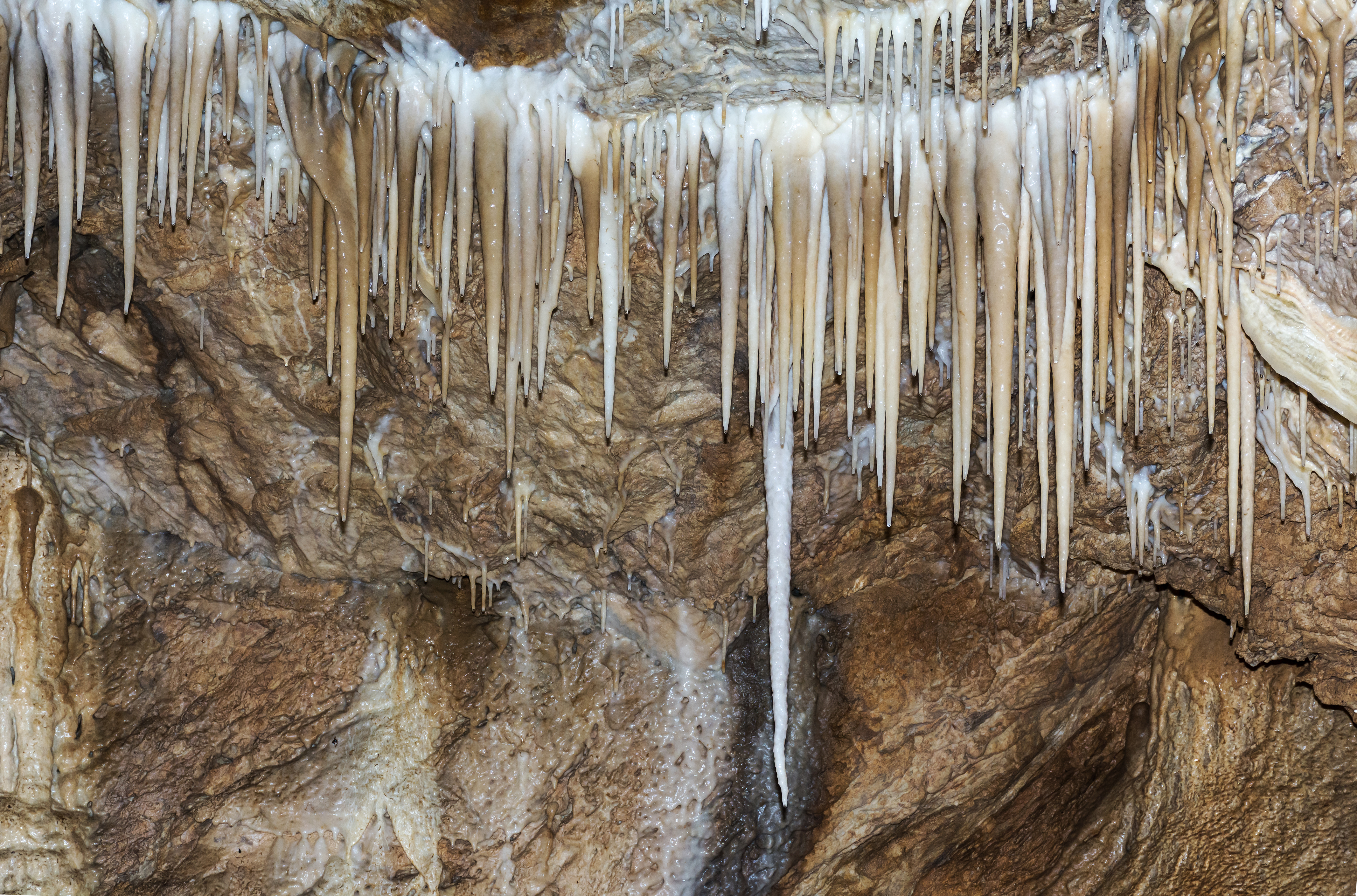
Stalaktyty w jaskini

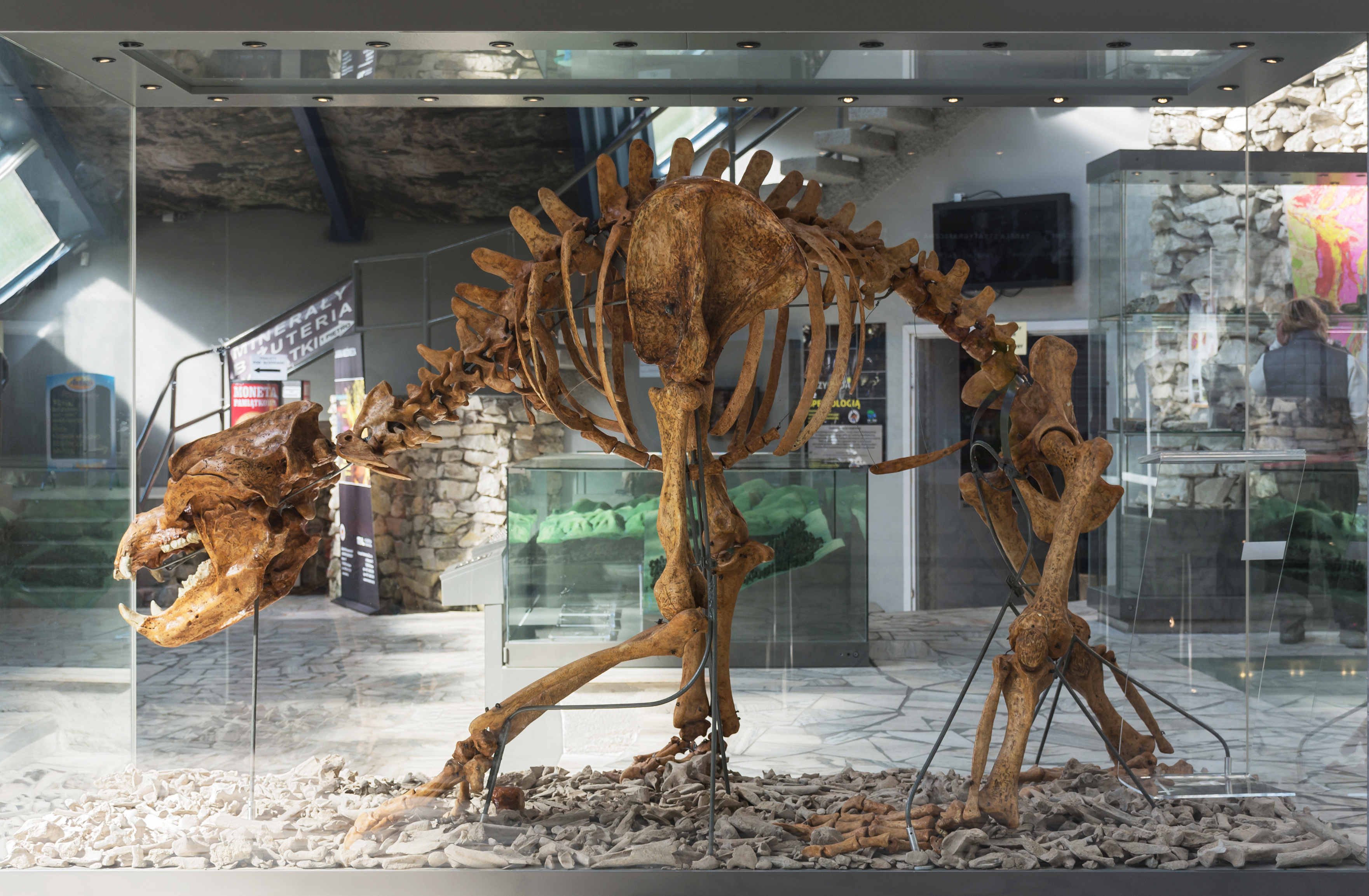
Szkielet niedźwiedzia jaskiniowego odnaleziony w jaskini

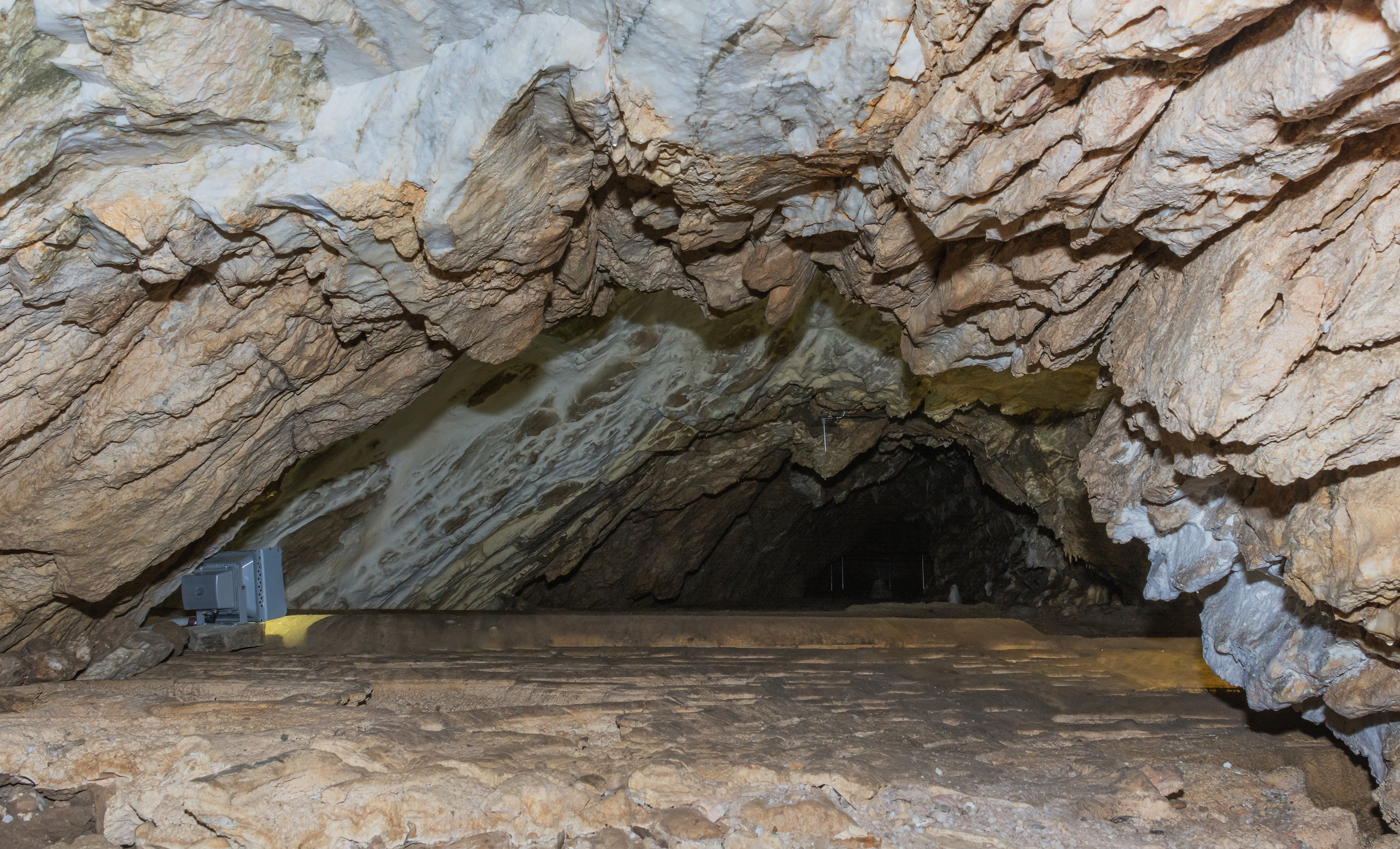
Widok na Korytarz Mis Martwicowych

Jaskinia Niedźwiedzia – najdłuższa jaskinia całych Sudetów, położona w Masywie Śnieżnika, w dolinie Kleśnicy, w pobliżu wsi Kletno. Odkryta podczas eksploatacji kamieniołomu marmuru w 1966 roku, w obrębie wzniesienia Stroma (1166 m n.p.m.).

## Historia

### Odkrycie
Jaskinię odkryto 14 października 1966 roku podczas eksploatacji wyrobiska „Kletno III” przez Bystrzyckie Zakłady Kamienia Budowlanego wydobywające w tej okolicy marmur metodą odkrywkową. Około godziny 13.00 wykonano odstrzał, po którym odsłonił się dwumetrowy otwór o soczewkowatym kształcie. Wiertacz strzałowy Roman Kińczyk z Lądka-Zdroju wraz z jednym z pracujących tu więźniów zajrzeli pierwsi do otworu jaskini i znaleźli w nim kości. Duża ilość szczątków nasunęła odkrywcom przypuszczenie o zbiorowym grobie. Powiadomiono natychmiast kierownictwo zakładu i geologa z pobliskiego uzdrowiska i milicję. Trzy dni później dokonano pierwszych fachowych oględzin. Łączną długość korytarzy i sal na dwóch poziomach oszacowano na ok. 200 m. Liczne kości stwierdzone w namuliskach okazały się szczątkami prehistorycznych ssaków.
W tej sytuacji decyzją Ministra Budownictwa i Materiałów Budowlanych przerwano eksploatację kamieniołomu, a teren przekazano do dyspozycji naukowców. W 1967 r. Instytut Geograficzny Uniwersytetu Wrocławskiego opracował plan badań jaskini. Kierownictwo badań objął ówczesny rektor Uniwersytetu Wrocławskiego, prof. dr Alfred Jahn. Latem 1967 r. prowadzone były wykopaliska paleontologiczne. 4 grudnia grupa grotołazów z Akademickiego Klubu Turystycznego we Wrocławiu pod kierownictwem dr. Mariana Puliny przekopała korytarz prowadzący do dalszych ciągów jaskiniowych o bardzo bogatej i barwnej szacie naciekowej. Łączna długość korytarzy, których wysokość sięga 15 m, wyniosła wówczas ok. 400 m.
W latach 1968–1969 prowadzono dalszą eksplorację, w trakcie której odkryto tzw. „Stare piętro wrocławskie”, położone za Salą Blokową oraz silnie naruszone tektonicznie partie z Korytarzem Wodnym. Po przekopaniu namuliska w Sali Lwa Jaskiniowego łączna długość dostępnych korytarzy jaskini wzrosła do ok. 800 m, zaś różnica poziomów do ok. 50 m.
W grudniu 2011 roku, w Korytarzu Kryształowym, członkowie Sekcji Grotołazów Wrocław oraz Sekcji Speleologicznej Niedźwiedzie z Kletna odkryli nowe partie jaskini (Gang Zdzicha). W kwietniu 2012 roku odkryta została kontynuacja Gangu Zdzicha obfitująca w bardzo trudne do pokonania zaciski. 2 maja 2012 roku dokonano kolejnego, spektakularnego odkrycia – po przejściu skrajnie trudnego zacisku (Gilotyna) znaleziona została ogromna sala o długości około 115 m, szerokości około 30 m i wysokości do 30 m, którą nazwano Salą Mastodonta. Występują w niej wielkie i różnorodne formy naciekowe: stalaktyty, stalagmity, stalagnaty, żyrandole, kopuły, kaskady i draperie. 8 września 2012 roku zostały odkryte dalsze, położone na południe od Sali Mastodonta partie, których długość przekracza 1000 metrów. Jaskinia posiada w dalszym ciągu olbrzymi potencjał eksploracyjny. Podczas praktycznie każdego wejścia speleolodzy znajdują w jaskini nowe korytarze. Badania geofizyczne pozwalają przypuszczać, że możliwa jest kontynuacja ciągów Jaskini Niedźwiedziej pod kopułą Śnieżnika Kłodzkiego aż na stronę Republiki Czeskiej, do Doliny Morawy.

## Opis jaskini

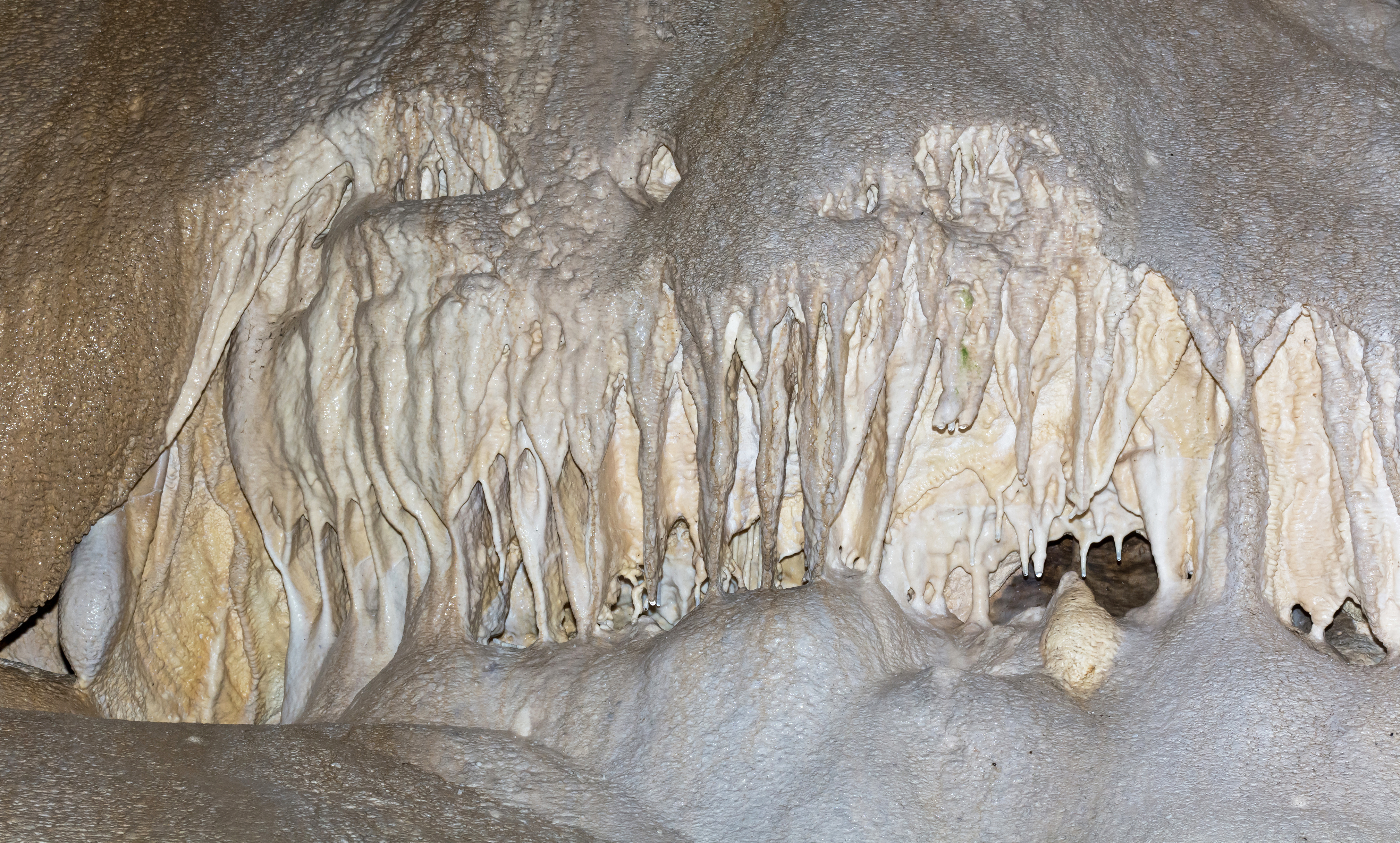
Szata naciekowa w Jaskini Niedźwiedziej

Otwór wejściowy na wysokości 800 m n.p.m. Rozłożone horyzontalnie korytarze mają łączną długość około 4,5 km i rozwinęły się na 3 poziomach.
Jaskinia Niedźwiedzia jest najdłuższą i posiadającą największą deniwelację jaskinią Sudetów. Korytarze jaskini pokrywają liczne i zróżnicowane formy naciekowe – okazałe stalaktyty, stalagmity, stalagnaty, kaskady, kopuły, misy martwicowe oraz draperie naciekowe. Jaskinia uznawana jest za jedną z najpiękniejszych w Polsce.
W jaskini stwierdzono występowanie radonu (Rn) – promieniotwórczego gazu, który osiąga w niektórych miejscach stężenie do 4,16 kBq/m³. DNA organizmów z jaskiń jest narażone na większą częstotliwość mutacji. W innych jaskiniach stężenie radonu osiąga wartości 3 razy wyższe.

## Kopalne szczątki zwierzęce
W latach 1967–1970 w jaskini przeprowadzono szczegółowe badania archeologiczne eksplorując warstwę 10–15 cm namuliska znajdującego się w jaskini. Ogółem wydobyto 20 000 szczątków kostnych zwierząt plejstoceńskich, których analiza pozwoliła stwierdzić obecność takich gatunków jak niedźwiedź jaskiniowy, lew jaskiniowy, wilk szary, hiena jaskiniowa, lis, kuna oraz pomniejsze ssaki. Prawie 90% znalezionych szczątków należało do niedźwiedzia jaskiniowego, głównie samic. W jaskini wydobyto 5 prawie kompletnych czaszek i 18 czaszek zdekompletowanych w wyniku uszkodzeń, a także kompletny niedźwiedzi szkielet. Stosunek liczby samców do samic wynosił w całym wydobytym materiale średnio 0,86. Kolekcja szczątków niedźwiedzia jaskiniowego jest najbogatszą tego typu znalezioną na terenie Polski.
Zbiory szczątków zwierzęcych wykopanych w Jaskini Niedźwiedziej przechowywane są w Zakładzie Paleozoologii Uniwersytetu Wrocławskiego, a niewielka część tego materiału znajduje się również w zbiorach Muzeum w Kłodzku oraz eksponowana jest w budynku ekspozycyjnym przylegającym do jaskini oraz w samej jaskini.

## Rezerwat
Jaskinia Niedźwiedzia leży na terenie rezerwatu przyrody Jaskinia Niedźwiedzia (powierzchnia 89 ha), utworzonego w 1977 w celu ochrony jaskini, lasu rosnącego w otulinie oraz zjawisk krasowych.
Rezerwat porasta bór bukowo-świerkowy z domieszką jodły i modrzewi oraz roślinami wapieniolubnymi w runie, takimi jak tojad smukły, ostróżka wyniosła, sesleria tatrzańska, driakiew lśniąca i inne.

## Udostępnianie
Partie środkowe (około 700 m) są dostępne dla turystów od 1983 roku, a ich największą atrakcją są nacieki wewnątrz jaskini. Dolne partie zostały po raz pierwszy zaprezentowane szerszej publiczności dzięki powstaniu filmu w 2003 r.
Jaskinia jest czynna przez cały rok oprócz poniedziałków i czwartków (w czwartki czynna od maja do sierpnia). Czas zwiedzania jaskini wynosi ok. 45 minut.

## Galeria

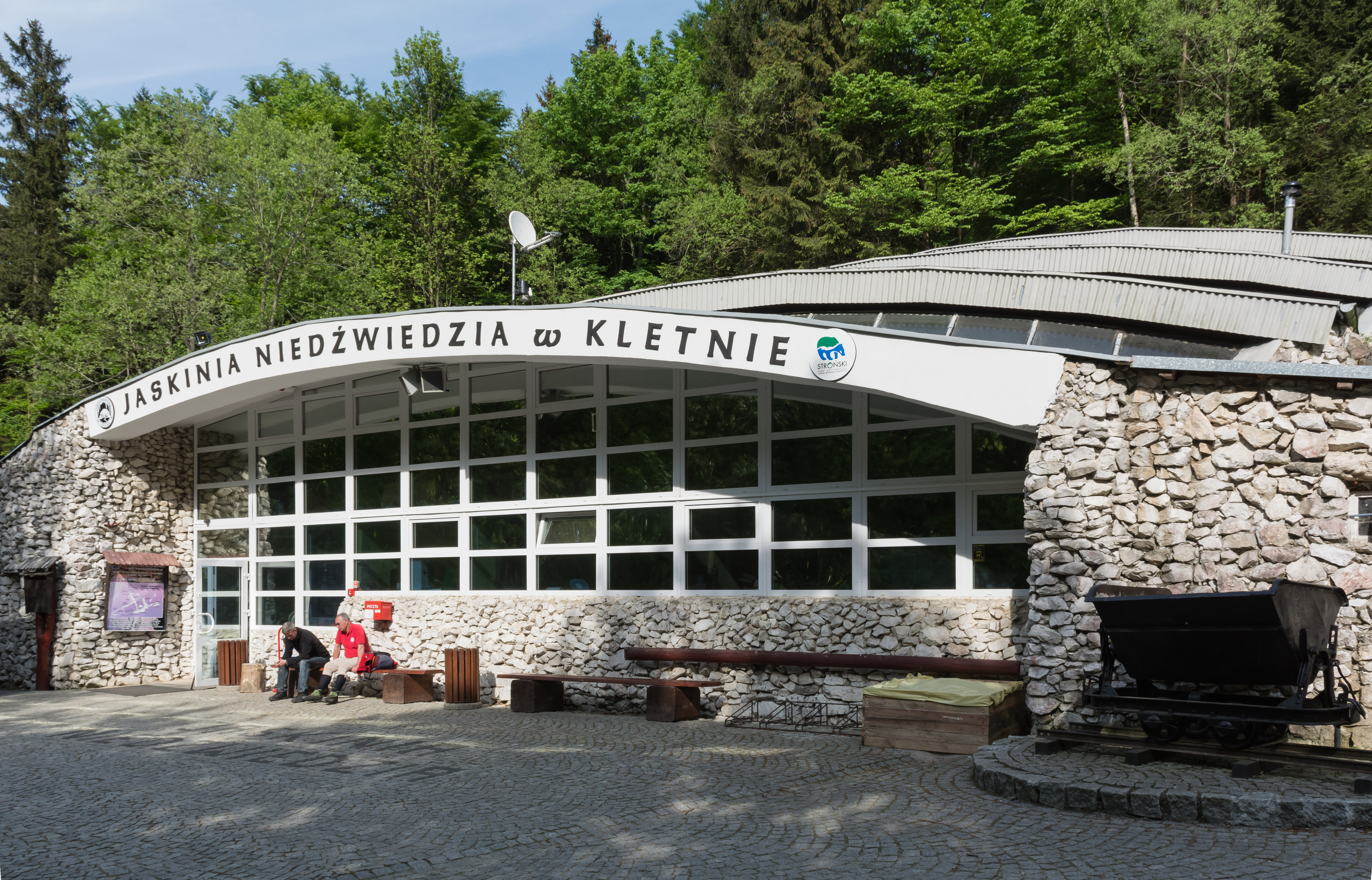
Wejście do pawilonu Jaskini Niedźwiedziej
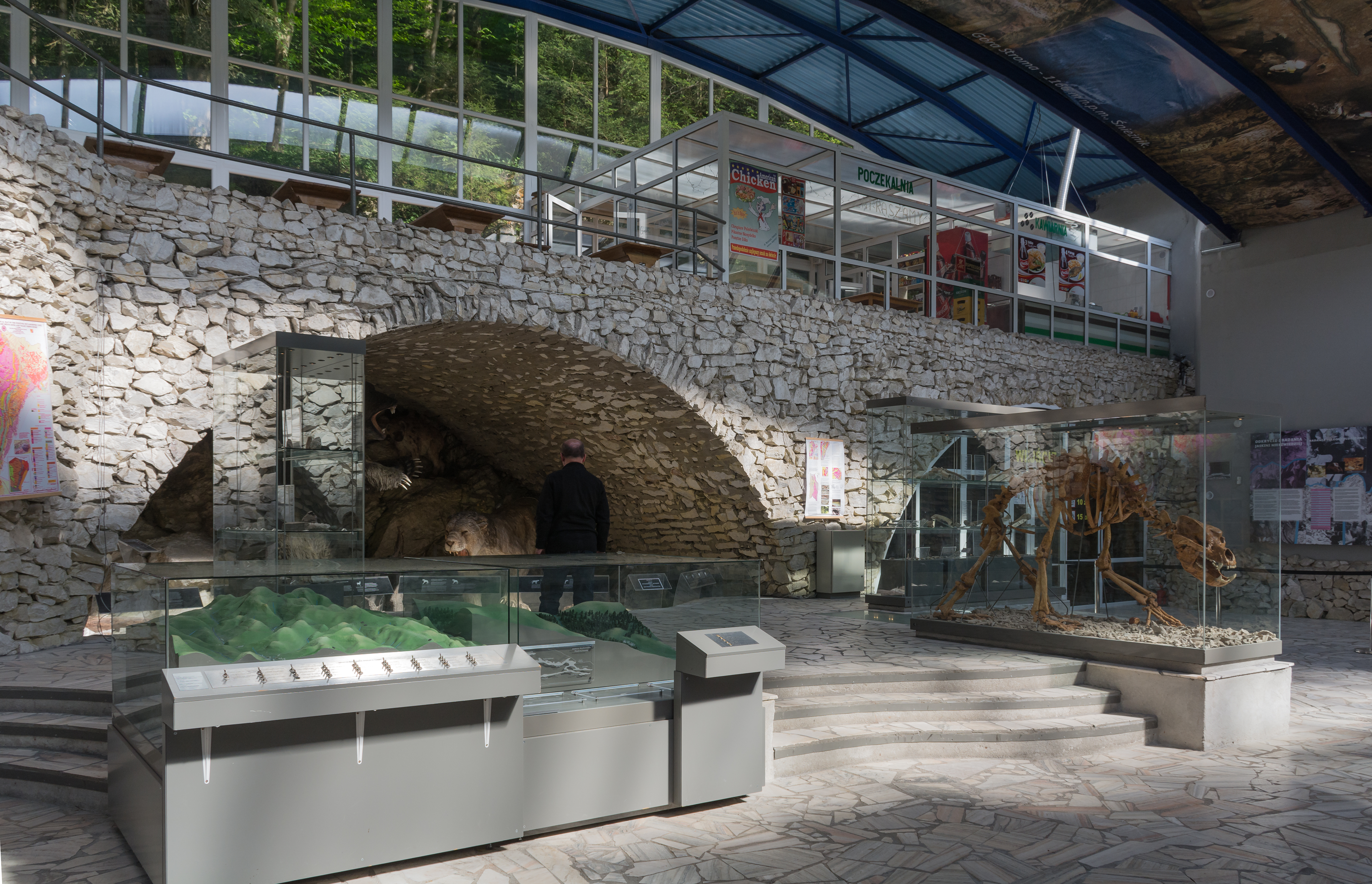
Wnętrze pawilonu
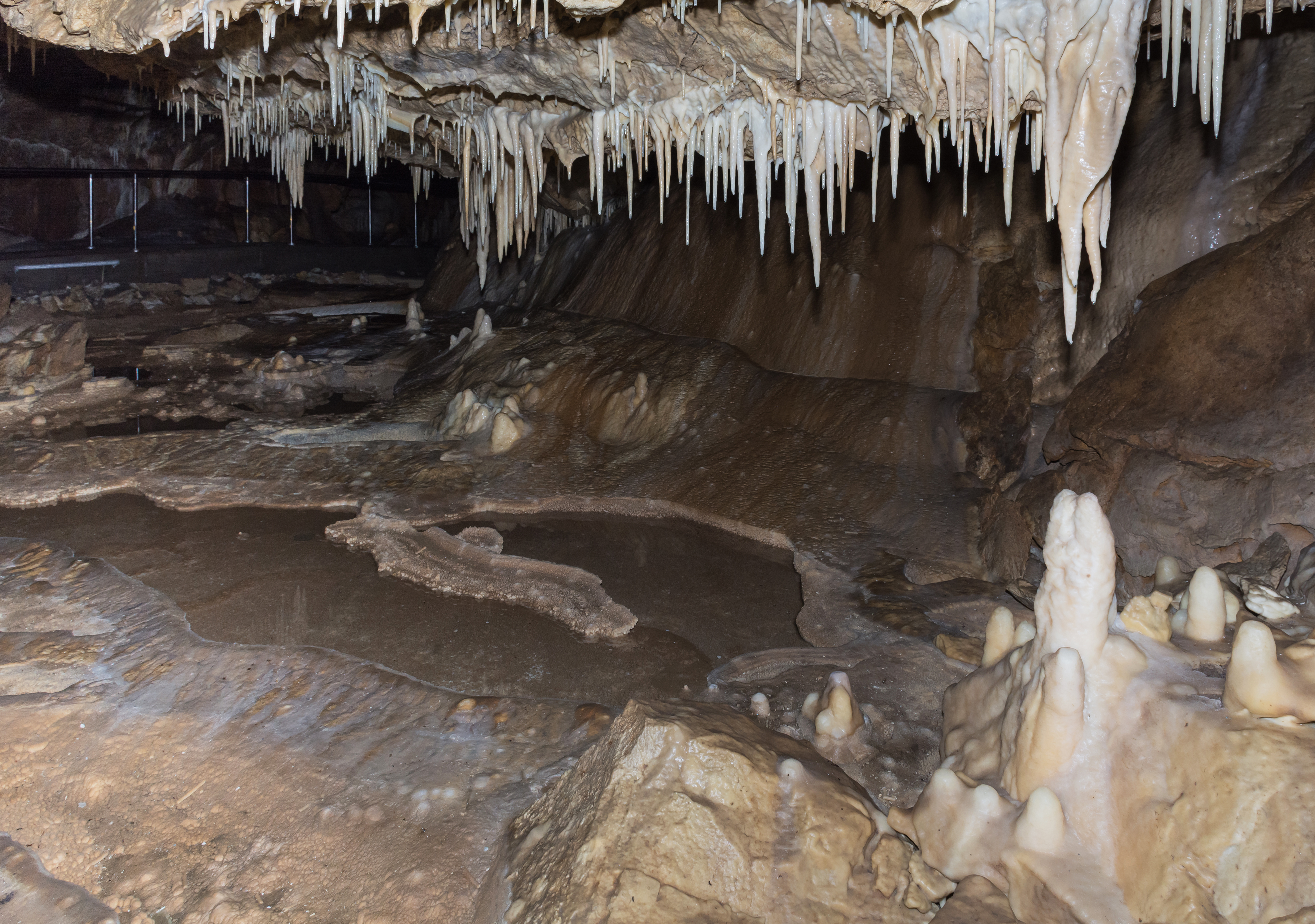
Szata naciekowa i misy martwicowe
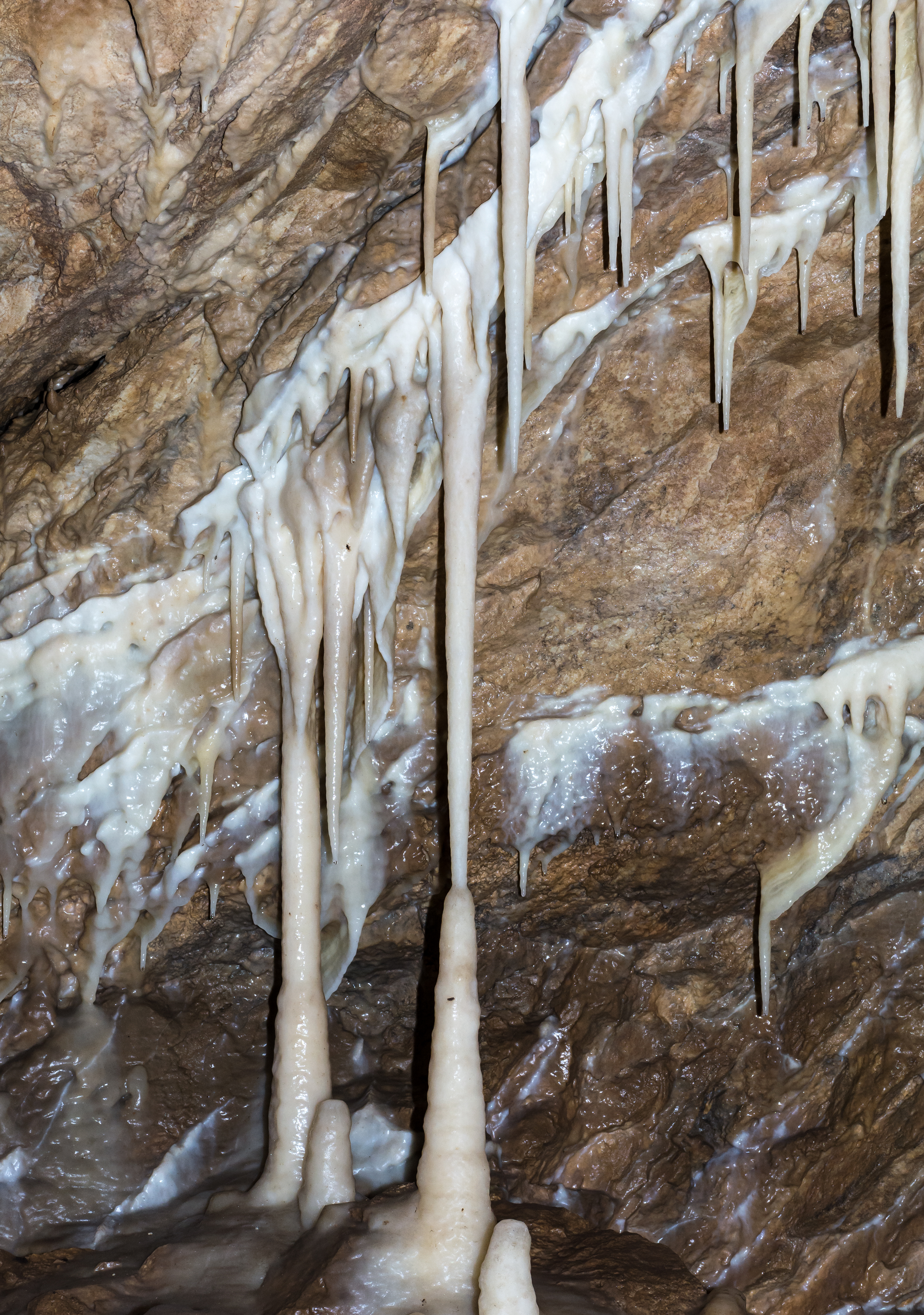
Stalagnaty
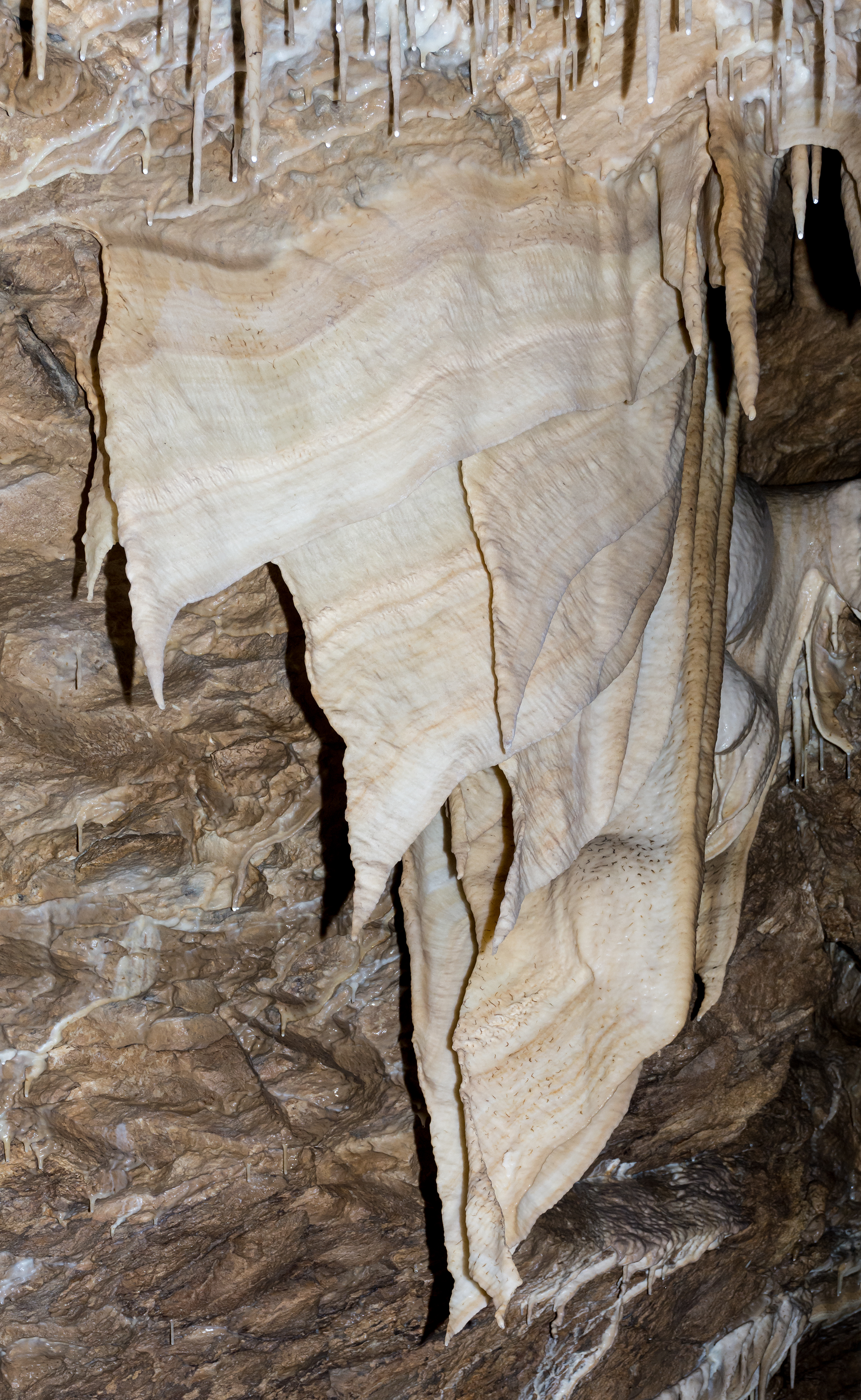
Draperia naciekowa
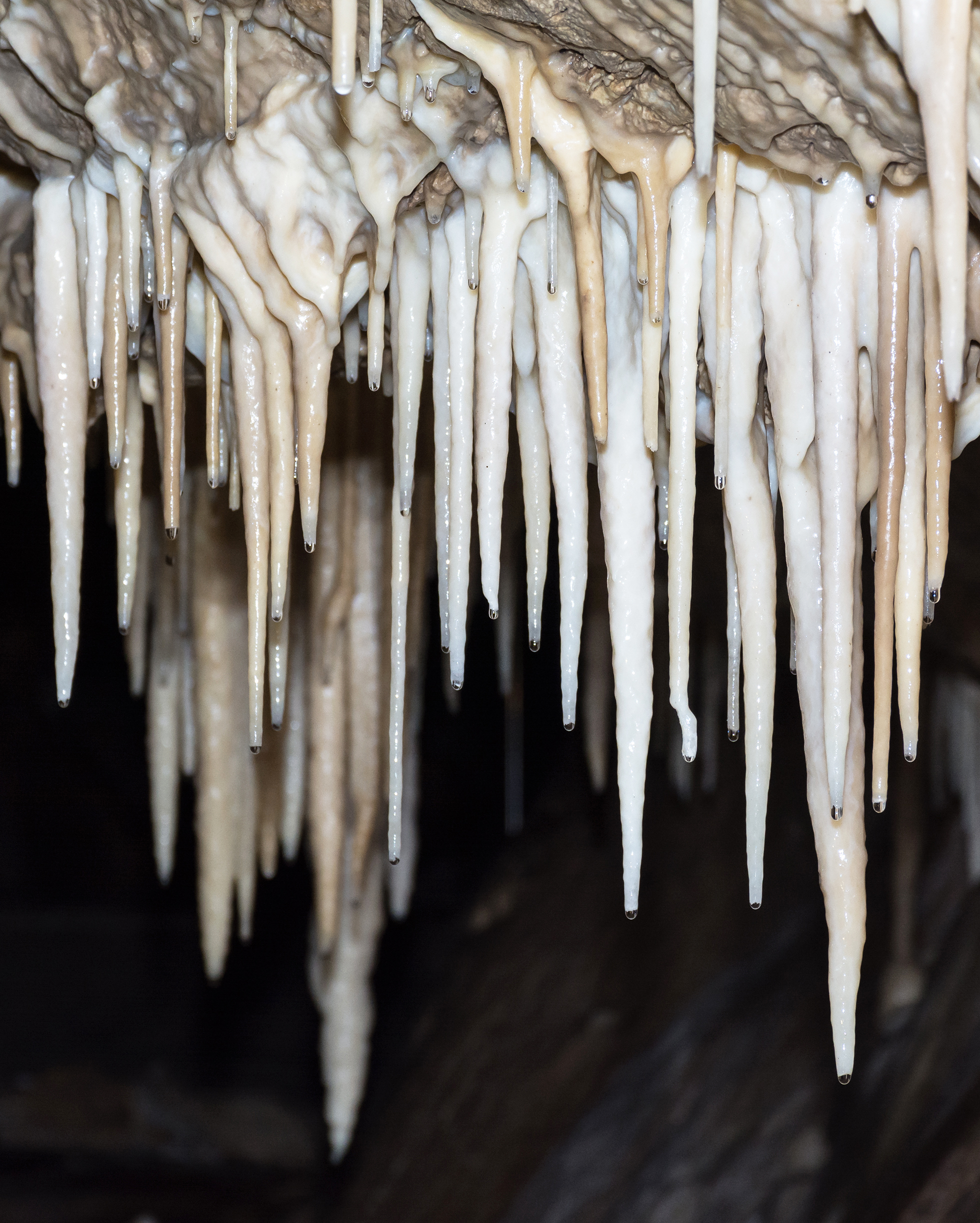
Stalaktyty
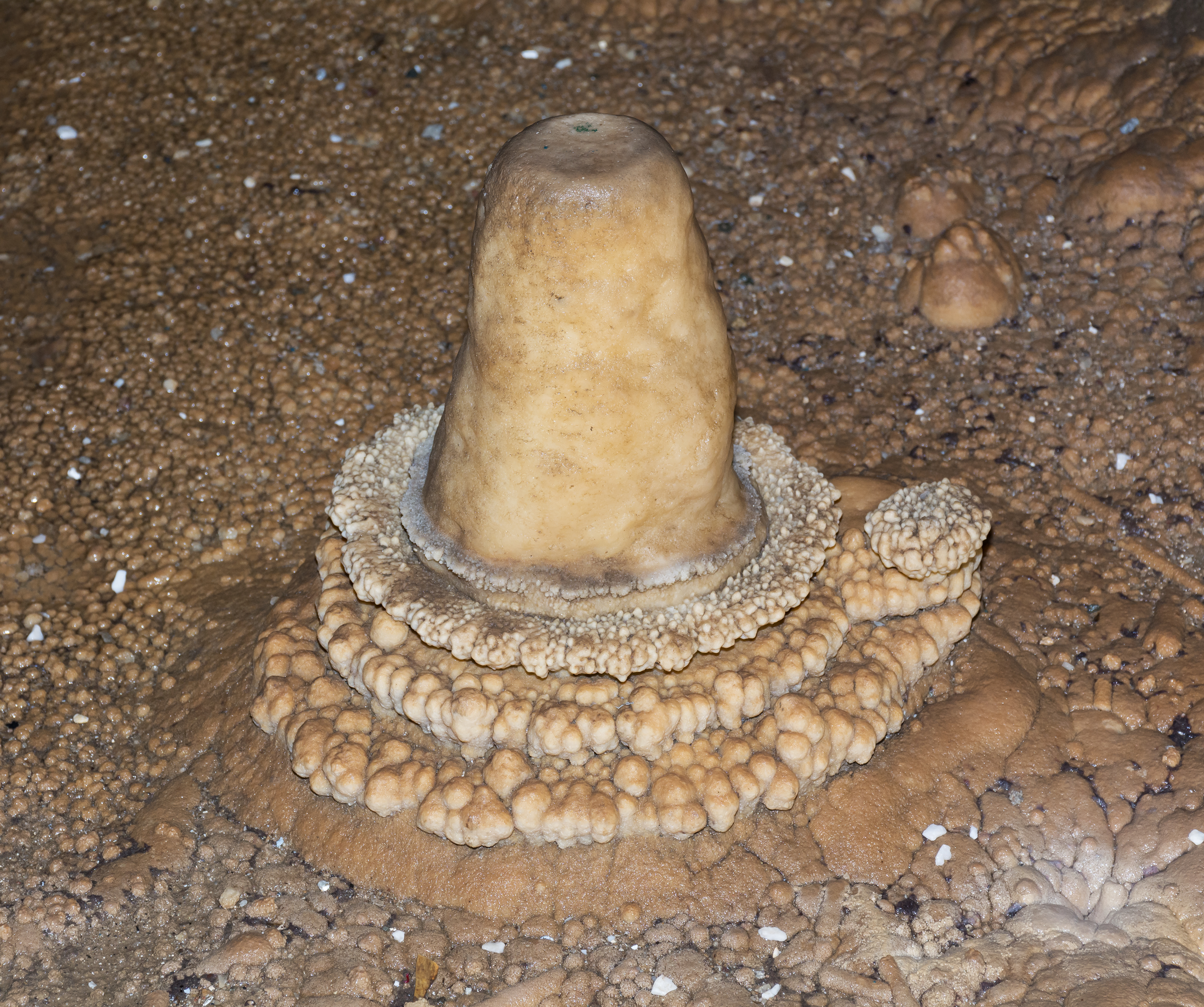
Stalagmit
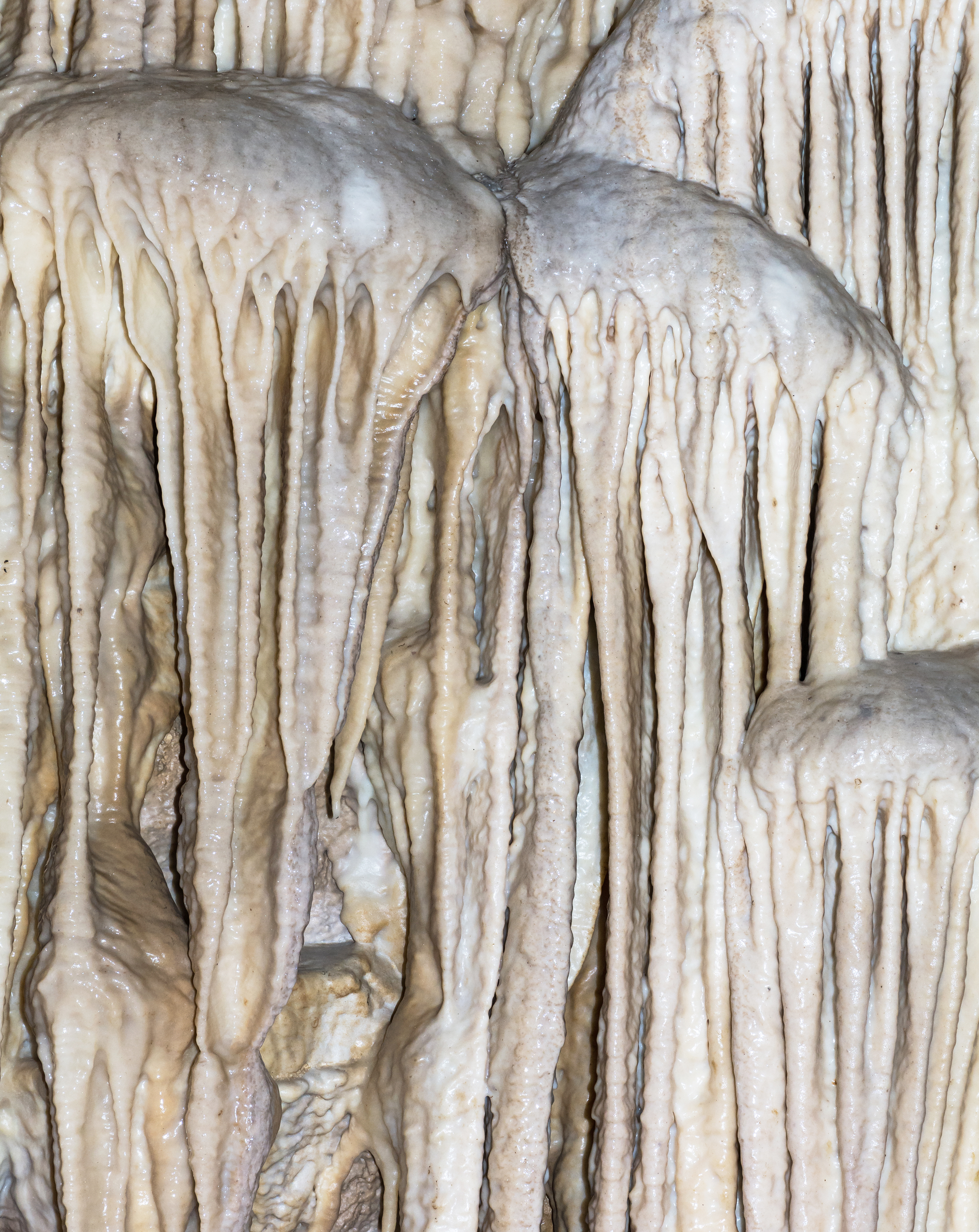
Naciek w formie kaskad